# Bothriomyrmex regicidus
Bothriomyrmex regicidus é uma espécie de inseto do gênero Bothriomyrmex, pertencente à família Formicidae.